# Bataillon d’Amour
Bataillon d’Amour (französisch; deutsch etwa: „Kampfverband der Liebe“) ist das vierte Album der Berliner Gruppe Silly. Es wurde 1986 vom DDR-Plattenlabel Amiga veröffentlicht.

## Besetzung
Silly spielte das Album mit Sängerin Tamara Danz, Thomas Fritzsching (Gitarre), Mathias Schramm (E-Bass), Rüdiger Barton (Keyboard) und Herbert Junck (Schlagzeug) ein. Als Gastmusiker war E-Bassist Hans-Jürgen Reznicek am Titelsong und an Reprise beteiligt.
Die Texte schrieb Werner Karma, die Kompositionen und Arrangements stammen von Silly. Produzent war Helmar Federowski und Co.-Produzent Micki Meuser. Redaktion und Produktion: Klaus Peter Albrecht.

## Geschichte
Das Album wurde 1986 von Amiga veröffentlicht, anschließend bei CBS in der Bundesrepublik Deutschland. Dort kam Bataillon d’Amour / Schlohweißer Tag auch als Single heraus.
Nach Beendigung der Aufnahmen wurden Reznicek und Gitarrist Uwe Haßbecker Mitglieder der Band und sind es bis heute. Schramm musste Silly hingegen verlassen. Silly spielte 1986/1987 nach Erscheinen des Albums Bataillon d’Amour-Konzerte in der DDR, der Schweiz, Österreich, Tschechoslowakei, der Sowjetunion, der Bundesrepublik Deutschland, Frankreich, Portugal und Dänemark. Bei einem Auftritt im November 1986 im Fernsehstudio des ZDF durfte Silly das Lied Bataillon d’amour nicht singen, da die Verantwortlichen den Text als anstößig empfanden.
1993 erschien das Album erstmals als CD bei Deutsche Schallplatten GmbH. Es folgten weitere Wiederveröffentlichungen auf CD.

## Inhalt
Der Titelsong ist ein melancholisches, keyboardorientiertes Stück, in dem die desillusionierende Seite der Liebe in einer kalten, nebligen Stadt besungen wird. Das rockige Stück Josef & Maria schildert einen Mann namens Josef, der in einer Bar um eine Frau wirbt. Sie gibt vor, Maria zu heißen, und weist ihn zurück, unter anderem weil sie mit ihm keinen Sohn zeugen möchte. Schlohweißer Tag ist eine Rockballade, die ebenfalls von der Kälte der Großstadt erzählt, in der die „Neonröhre röhrt“. EKG schildert das Ausgeliefertsein an Ärzte und deren Maschinen. Das rockige Stück erinnert stilistisch an die Neue Deutsche Welle. Dein Cabaret ist tot, ein langsames Rockstück, handelt vordergründig vom Niedergang der Veranstaltungsform des Cabaret.
Der Text des Rocksongs Panther im Sprung beschreibt die Gefühle der Sängerin beim ersten Zusammenkommen mit einem Mann, sie fühlt sich „wie ein Panther im Sprung, wenn ein Schuß ihn fängt.“
Ballhaus-Ballett schildert abermals im Stil der Neuen Deutschen Welle in ironischer Form eine niveauarme Show. PS, ein ruhiges, expressiv vorgetragenes Stück, ist ein Rückblick auf die Rolle der Eltern in der Kindheit. Die Sängerin führt ihre Standhaftigkeit auf ihre Erziehung zurück, weiß aber auch, dass dies ihre Eltern mit Sorge erfüllt. Im Stück Jeder wird auf die Individualität jedes Menschen hingewiesen. Das Stück wird schnell gespielt und enthält ein Keyboard-Solo. Reprise ist eine Instrumentalversion des Titelstücks.

## Cover
Die Plattenhülle der Amiga-Ausgabe gestaltete Bernd Frank und zeigt auf der Vorderseite ein Schwarz-Weiß-Porträt von Tamara Danz. Eine breite, rote Linie führt von oben bis auf ihre Nasenspitze. Der Bandname steht in der Bildecke oben rechts, darüber steht in Versalien der Titel des Albums. Auf dem Cover der CBS-Version ist ein Schwarz-Weiß-Foto eines jungen Mädchens vor einer Großstadtkulisse abgebildet.

## Rezeption
Bataillon d’Amour wurde in der DDR „Album des Jahres“, Silly wurde im Erscheinungsjahr „Band des Jahres“ und Tamara Danz „Sängerin des Jahres“. 1988 erhielt die Band für das Album die „Goldene Amiga“.

## Platzierungen und Ehrungen
In der DDR-Jahreshitparade 1986 wird das Lied Bataillon d’Amour auf Platz 4 geführt, 1987 belegten Schlohweißer Tag und Panther im Sprung die Plätze 20 und 27.

## Titelliste

### A-Seite
1. Bataillon d’Amour (3:47)
2. Josef & Maria (3:40)
3. Schlohweißer Tag (4:41)
4. EKG (3:16)
5. Dein Cabaret ist tot (4:15)

### B-Seite
1. Panther im Sprung (4:07)
2. Ballhaus-Ballett (4:16)
3. PS (1:49)
4. Jeder (4:28)
5. Reprise (3:56)